# Wiener Neustadteiland

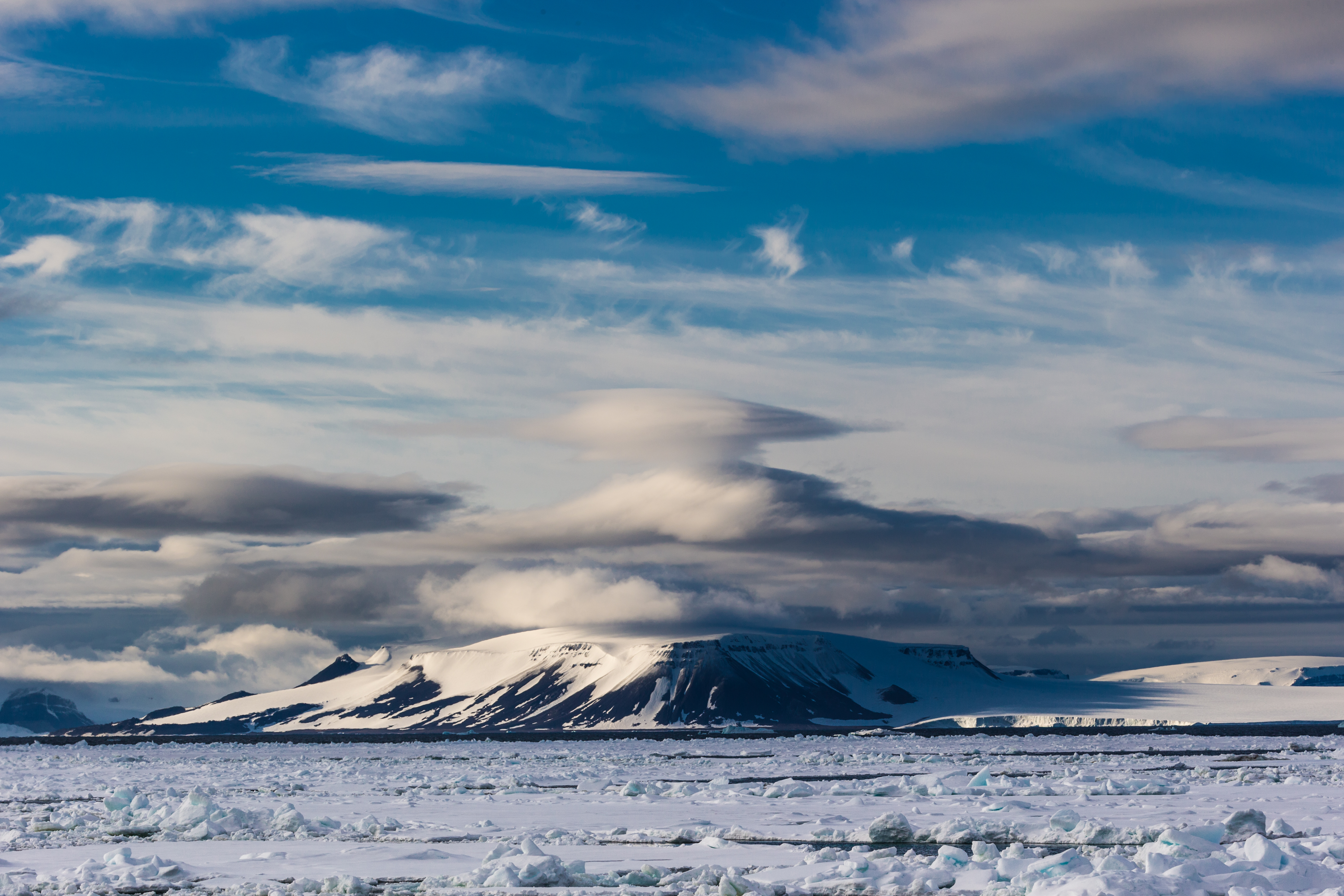
Wiener Neustadteiland, gezien vanaf zee

Wiener Neustadteiland (Russisch: остров Винер-Нёйштадт, Ostrov Viner-Nejsjtadt of Винер-Нойштадт, Ostrov Viner-Nojsjtadt) is een onbewoond eiland in de Russische archipel Frans Jozefland en behoort bestuurlijk tot de oblast Archangelsk.
De Oostenrijks-Hongaarse Noordpoolexpeditie van Julius von Payer en Karl Weyprecht gaf het eiland een naam. Het is genoemd naar de Oostenrijkse plaats Wiener Neustadt, de plaats waar Payer zijn opleiding aan de militaire academie voltooide.
Het eiland heeft een oppervlakte van ongeveer 237 km². Het hoogste punt is 620 m en is daarmee het hoogste punt van het Franz Jozefland-archipel.
Alexandraland · Georg-eiland · Graham Belleiland · Hall · Jacksoneiland · Northbrook · Rudolfeiland · Wiener Neustadteiland · Ziegler-eiland